# 韦娜
維妮（1987年7月26日—），原名韦娜·迪木拉提，新疆乌鲁木齐人，维吾尔族，中国传媒大学毕业，知名模特、演员、歌手。

## 生平
维妮娜的母亲是著名的新疆舞蹈演员迪丽娜尔•阿卜杜拉，父亲是中国国家公务员。从小她就喜欢唱歌跳舞，小学时兼职新疆雪莲花艺术团的主持人。在中国传媒大学读书时，一次在公交车上，她被星探发掘，拍摄了模特照片，赚了1000元，这是她的第一份职业。在中国传媒大学毕业后，韦娜巧遇张艺谋，因出演《三枪拍案惊奇》而一炮走红。

## 作品

### 电影
| 年份           | 中文名称         | 角色     | 备注        |
| -------------- | ---------------- | -------- | ----------- |
| 2006年5月26日  | 塔克拉玛干       | 女片警   |             |
| 2009年12月10日 | 三枪拍案惊奇     | 波斯女郎 |             |
| 2011年7月15日  | 回马枪           | 苗心     |             |
| 2016年9月9日   | 夜魔人           | 赵子雨   |             |
| 2016年10月11日 | 异类             | 玉笙     |             |
| 2018年5月18日  | 黃飛鴻之南北英雄 | 十三姨   | [ 2 ] [ 3 ] |
| 2018年12月18日 | 黃飛鴻之怒海雄風 | 十三姨   | [ 4 ]       |
| 2020年         | 斩风刀：红莲夜叉 | 鸦青     |             |

### 电视剧
| 年份 | 名字             | 角色   | 备注 |
| ---- | ---------------- | ------ | ---- |
| 2015 | 女人的秘密       | 赵文怡 |      |
| 2015 | 女人的秘密第二季 | 赵文怡 |      |
| 2015 | 乌鸦嘴妙女郎     | 孟鹿   |      |
| 2017 | 雪女王           | 金宪秋 |      |

### 杂志
- 《瑞丽》
- 《昕薇》
- 《爱美丽》